# Oskar von Wittmann
Oskar von Wittmann (25. července 1854 Louka – 24. února 1920 Vídeň) byl rakousko-uherský generál. Jako absolvent vojenské akademie vstoupil do c. k. armády v roce 1873, sloužil převážně u jezdectva. Jako velitel vyšších jednotek strávil několik let v Olomouci a Praze. V hodnosti polního podmaršála byl jako divizní velitel na začátku první světové války povolán na východní frontu, ale kvůli neúspěchům byl již v roce 1914 odvolán. Obdržel hodnost generála jezdectva a v roce 1915 odeslán do penze.

## Životopis
Byl synem c. k. podplukovníka Eduarda Wittmanna. Studoval na Tereziánské vojenské akademii ve Vídeňském Novém Městě (1869–1873) a do armády vstoupil v roce 1873 jako poručík k 5. dragounskému pluku v Klagenfurtu. V letech 1877–1879 si doplnil vzdělání na Válečné škole (K.u.k. Kriegssschule) ve Vídni a v hodnosti nadporučíka byl zařazen do sboru důstojníků generálního štábu. Jako štábní důstojník poté sloužil u různých jednotek ve Lvově a Košicích, v roce 1883 byl povýšen na kapitána se zařazením k 15. armádnímu sboru v Sarajevu (1884–1886). Následně vystřídal službu u jednotek jezdectva i pěchoty v Záhřebu, Mariboru a Štýrském Hradci. V roce 1894 získal hodnost majora a do roku 1900 sloužil u 7. hulánského pluku, zároveň byl přidělen ke štábu 11. armádního sboru ve Lvově. Mezitím byl v roce 1897 povýšen na podplukovníka. V roce 1900 dosáhl hodnosti plukovníka a v letech 1900–1906 byl velitelem 10. dragounského pluku v Olomouci.
V roce 1906 byl povýšen do hodnosti generálmajora a převzal velení 1. jezdecké brigády v Praze složené ze 7. a 13. dragounského pluku. V této funkci setrval pět let (1906–1911) a následovalo povýšení na polního podmaršála (1911). Stal se velitelem 6. jezdecké divize v Jarosławi a s touto jednotkou byl na začátku první světové války povolán na východní frontu. Selhal ale hned v počátečních bojích v Haliči a v říjnu 1914 byl z fronty odeslán na dovolenou. K datu 31. října 1914 obdržel titulární hodnost generála jezdectva a půl roku ještě zůstal ve stavu disponobility, ale 1. dubna 1915 byl penzionován. Dožil v soukromí ve Vídni. 

## Řády a vyznamenání
V roce 1911 byl povýšen do šlechtického stavu a během vojenské služby obdržel několik vyznamenání.
- Služební odznak pro důstojníky III. třídy (1898)
- Jubilejní pamětní medaile (1898)
- Vojenský záslužný kříž III. třídy (1898)
- komandér Řádu rumunské hvězdy (1902, Rumunsko)
- Řád železné koruny III. třídy (1904)
- Vojenský jubilejní kříž (1908)
- rytířský kříž Leopoldova řádu (1912)
- Mobilizační kříž (1913)
- Služební odznak pro důstojníky II. třídy (1913)
- Řád železné koruny II. třídy s válečnou dekorací (1914)